# Новая Мака
Новая Мака (лезг. ЦIийи Макьар) — село в Сулейман-Стальском районе Республики Дагестан. Административный центр сельского поселения сельсовет Новомакинский.

## География
Село расположено на федеральной трассе «Кавказ», в 19 км северо-восточнее районного центра села Касумкент.

## История
Образовано в середине 50-х годов XX века на месте хутора Янанкала, путём переселения на равнину жителей села Ашага-Мака (Ага-Мака). В 1966 году в село так же поселяют жителей из разрушенных землетрясением сёл — Рухун, Ичин, Куркуркент, Татарханкент, Мехкерг.

## Население
| 1895  | 1926 | 1939 | 1970  | 1989  | 2002  | 2010  |
| ----- | ---- | ---- | ----- | ----- | ----- | ----- |
| 80    | ↘28  | ↘26  | ↗1487 | ↗2065 | ↗4245 | ↘3706 |
| 2021  |      |      |       |       |       |       |
| ↗3791 |      |      |       |       |       |       |

Моноэтническое лезгинское село (99,9 %).

## Экономика
В последние годы в селе развиваются тепличные хозяйства, виноградарство и садоводство.